# Şafīār Khān
Şafīār Khān (persiska: صفیارخان, Şafīyār Khān) är en ort i Iran.   Den ligger i provinsen Västazarbaijan, i den nordvästra delen av landet, 400 km väster om huvudstaden Teheran. Şafīār Khān ligger 1 934 meter över havet och antalet invånare är 176.
Terrängen runt Şafīār Khān är kuperad. Runt Şafīār Khān är det ganska tätbefolkat, med 60 invånare per kvadratkilometer. Närmaste större samhälle är Qūjeh, 14,8 km sydost om Şafīār Khān. Trakten runt Şafīār Khān består i huvudsak av gräsmarker.